# Family Business (série télévisée)
Ne doit pas être confondu avec Family Business.
 (février 2021).
Si vous disposez d'ouvrages ou d'articles de référence ou si vous connaissez des sites web de qualité traitant du thème abordé ici, merci de compléter l'article en donnant les références utiles à sa vérifiabilité et en les liant à la section « Notes et références ».
Family Business ou Tout part en fumée au Québec est une série télévisée française créée par Igor Gotesman. Les trois saisons ont été diffusées entre le 28 juin 2019 et le 8 octobre 2021 sur Netflix.

## Synopsis
Dans le Marais, Gérard Hazan tente tant bien que mal de maintenir la boucherie casher familiale depuis le décès de sa femme, Bénédicte. Son fils, Joseph, entrepreneur raté, pense cependant avoir la solution : en effet, il tient de Clémentine, fêtarde parisienne et fille du futur ministre de la Santé, que le cannabis va être légalisé prochainement. Il tente alors de convaincre le reste de la famille de transformer la boucherie en coffee shop, le premier de France. En attendant cette légalisation, les Hazan vont cependant devoir cacher leur « business » et cultiver leur herbe en cachette afin d'être prêts.

## Distribution

### Acteurs principaux
- Gérard Darmon : Gérard Hazan, le père de Joseph et Aure
- Jonathan Cohen : Joseph Hazan, le fils de Gérard
- Julia Piaton : Aure Hazan, la fille de Gérard
- Liliane Rovère : Ludmila Rosenberg, la belle-mère de Gérard et grand-mère de Joseph et Aure
- Olivier Rosemberg : Olivier Pariente, un ami proche de la famille Hazan
- Ali Marhyar : Ali Benkikir, un ami proche de la famille Hazan et frère d'Aïda
- Louise Coldefy : Clémentine Cendron, la fille du Ministre de la Santé et petite amie d'Olivier
- Lina El Arabi : Aïda Benkikir, la sœur d'Ali, meilleure amie d’Aure et femme de Joseph
- Oussama Kheddam : Youssef Benkikir, le frère d'Ali et Aïda

### Acteurs secondaires
- Ariane Mourier : Élodie, la gendarme
- Enrico Macias : lui-même
- Tamar Baruch : Jaurès
- Philippe Dusseau : M. Cendron, le Ministre de la Santé et père de Clémentine

#### Saison 1
- Jean-Luc Porraz : L'acheteur de maison
- Sophie-Marie Larrouy : Mélanie, l'ex d'Ali
- Martin Pautard : Virgile
- Naël Rabia : Jean-Pierre Benkikir
- Dan Herzberg : Jérémy Waldman, le fournisseur
- Jacques Bouanich : M. Seroussi
- Majida Ghomari : Marjohra Benkikir
- Djamel Touidjine : Djamel Benkikir
- Victor Haïm : Gilbert, le cousin de Gérard
- Chihiro Niuya : Tomoko, la petite amie japonaise d'Aure
- Guus Dam : Yohan, le « contact » de Ludmila du marché aux fleurs d'Amsterdam
- Valérie Damidot : elle-même
- Philippe Bertin : Le gardien du cimetière (saison 1-2)

#### Saison 2
- Alexandra Vandernoot : Catherine / Penelope
- Anton Yakovlev : Vadim
- Michael Vander-Meiren : Senlis / Jean-Claude
- Guillaume Bouchède : Gaëtan, le gendarme
- Vincent Nemeth : Le procureur
- Anaïde Rozam : La vendeuse de l'animalerie
- Yann Chermat : Le médiateur des Narcotiques anonymes
- Félix Martinez : L'interne de l'hôpital
- Louis Vasquez : Steven, de l'atelier des masques
- Laurent Pons : Hervé, le maton
- Marc Raffray : La brute
- Raphaël Thiéry : Le complice d'évasion voyant

#### Saison 3
- Raphaël Quenard : Léonard
- Jochen Haegele : le docteur
- Miglen Mirtchev : M. Finanouk
- Adrien Wadih : l'homme du cimetière
- Denis Brogniart : lui-même
- Thierry Moya : Miguel
- Eduardo Sainz : le traducteur

## Production
Netflix annonce le 11 juillet 2019 que la série reviendra pour une saison 2. Celle-ci sort le 11 septembre 2020 sur la plateforme. Un mois plus tard, le 2 octobre 2020, la plateforme confirme une saison 3, sans préciser de date. Elle est mise à disposition le 8 octobre 2021, avec l'annonce que cette saison sera la dernière de la série.

## Fiche technique
- Titre original : Family Business
- Titre québécois : Tout part en fumée
- Scénario : Igor Gotesman, Olivier Rosemberg, François Uzan, Julien Lilti, Matthieu Rumani, Nicolas Slomka
- Réalisation et showrunner : Igor Gotesman
- Sociétés de production : Les Films du Kiosque
- Musique : Paul-Marie Barbier et Julien Grunberg

## Lieux de tournage
Lors de la saison 3, des scènes sont tournées au couvent de Tuani situé en Haute-Corse, dans la région historique de Balagne et l'ancienne piève de Tuani, sur la commune de Costa[réf. souhaitée]. Le couvent fait partie de l'inventaire supplémentaire des monuments historiques.

## Épisodes

### Première saison (2019)
1. Business Plan
2. Deal
3. Les Porcs d'Amsterdam
4. Plantade
5. Pastraweed
6. Terminus

### Deuxième saison (2020)
1. Le droit chemin
2. Bande rivale
3. Le Bouillon
4. Dernier petit cadeau
5. Exposé plein sud
6. Burrata

### Troisième saison (2021)
1. Plein nord
2. Showtime
3. Les dix commandements
4. Boukha pour tout le monde
5. Comme par hasard
6. Mazel tov

## Accueil

### Critiques positives
Dans L'Express Valentin Pimare considère la série comme « la création Netflix France la plus réjouissante à ce jour » et dans Télérama Pierre Langlais la qualifie de « sympathique grâce à une excellente distribution ».

### Critiques négatives
Dans Le Figaro, Constance Jamet y voit « une fiction trop sage vu son sujet faussement transgressif » et dans Première, Charles Martin une comédie qui « cherche son ton, entre farce crasse ou satire sociale plus malicieuse ». Enfin, Le Monde parle d'un « ratage made in France ».